# Sorbus cinereopubescens
Sorbus cinereopubescens är en rosväxtart som beskrevs av Mcall.. Sorbus cinereopubescens ingår i släktet oxlar, och familjen rosväxter. Inga underarter finns listade i Catalogue of Life.